# Nikuliczew
Nikuliczew (ros. Никуличев) – chutor w Rosji, w obwodzie wołgogradzkim, w rejonie sierafimowickim. W 2010 liczył 18 mieszkańców.